# Ischnopopillia difficilis
Ischnopopillia difficilis är en skalbaggsart som beskrevs av Leon Fairmaire 1888. Ischnopopillia difficilis ingår i släktet Ischnopopillia och familjen Rutelidae. Inga underarter finns listade i Catalogue of Life.